# Appuna gamla kyrka
Appuna gamla kyrka var en kyrkobyggnad i Appuna socken och församling i Östergötland. Kyrkan revs 1886.

## Historik
Appuna gamla kyrkan i Appuna byggdes på 1100-talet av kalksten. De hade ett rektangulärt långhus och ett smalt kor med absid. Den var dekorerad med rundbågefris och lisener. På 1200-talet byggdes ett torn i västra delen av kyrkan. Kyrkorummet välvdes på 1400-talet och kalkmålningar utfördes på kalken av Mäster Amund. En ny predikstol skänktes till kyrkan 1653 av Johan Walter, Lunna säteri, och 1660 fick kyrkan en dopfunt som var tillverkad av Michael Hacke, Skänninge. Under 1700-talet var kyrkan i så dåligt skicka att tornet och absiden revs. Då förlängdes också koret åt öster. Kyrkan hade omkring 1760 en längd på 22 meter och en bred på 8,5 meter. Klockorna till kyrkan hängde i en trästapel (även när tornet fanns). 1707 byggdes en ny klockstapel till klockorna. År 1885 nedtecknad valvets målningar av C. T. Lindberg. Samma år skänktes en del föremål från kyrkan till Historiska museet, Stockholm. Den medeltida kyrkan revs 1886.

## Inventarier
- Predikstol, tillverkad 1653. Den skänktes av Johan Walter, Lunna säteri.
- Dopfunt, tillverkad 1660 av Michael Hacke, Skänninge.
- Storklockan. Omgjuten 1753 av Magnus Hultman, Norrköping.
- Lillklockan. Omgjuten 1773 av Johan Åhman, Linköping.